# Desmometopa sordida
Desmometopa sordida är en tvåvingeart som först beskrevs av Fallen 1820.  Desmometopa sordida ingår i släktet Desmometopa och familjen sprickflugor. Arten är reproducerande i Sverige. Inga underarter finns listade i Catalogue of Life.